# Gamlitz
Gamlitz osztrák mezőváros Stájerország Leibnitzi járásában. 2017 januárjában 3262 lakosa volt. 

## Elhelyezkedése

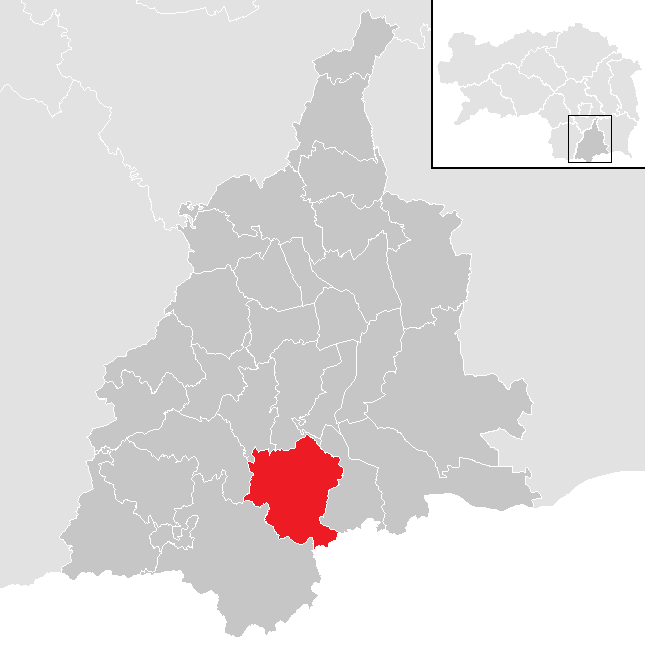
Gamlitz a Leibnitzi járásban

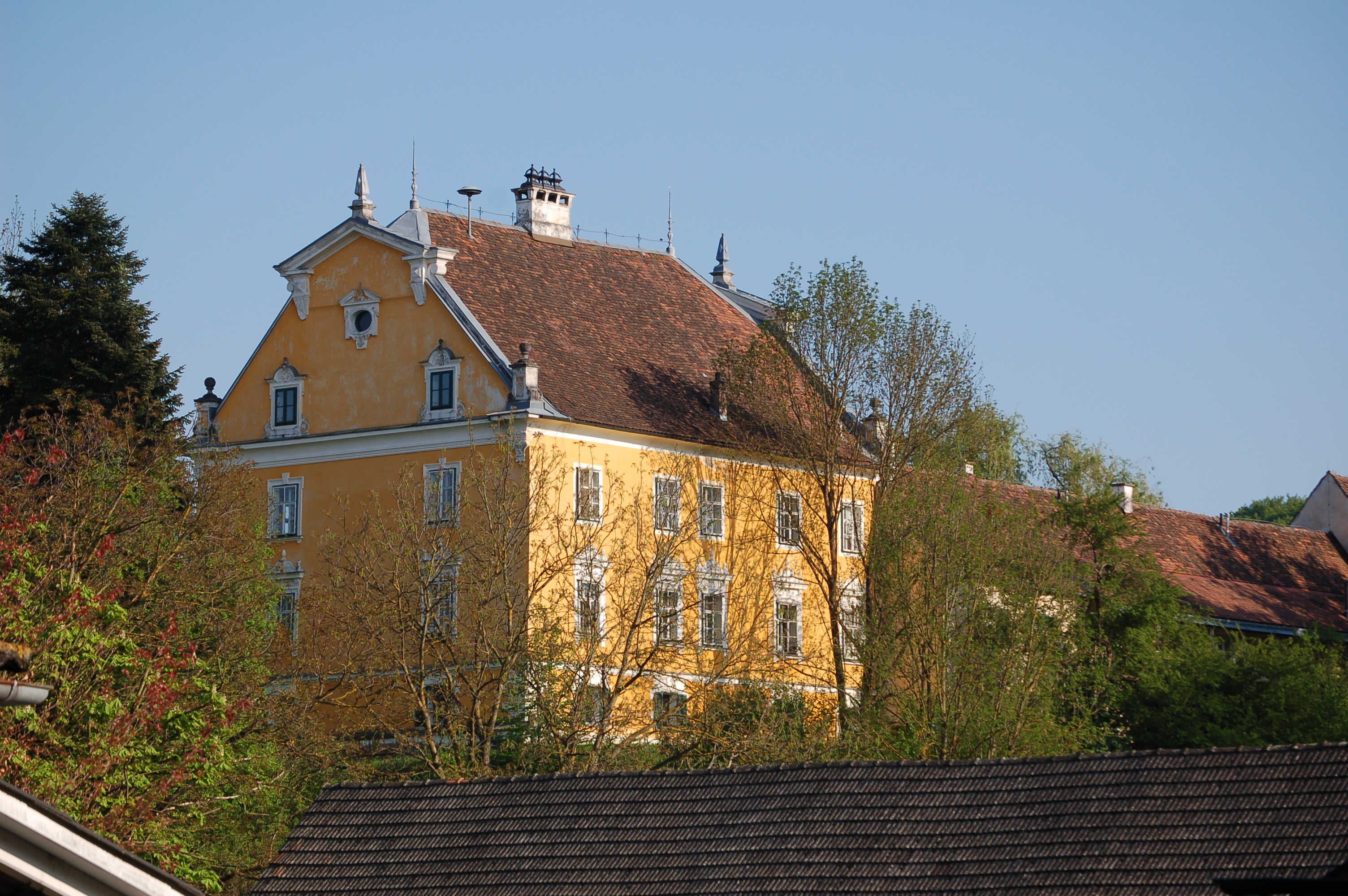
A gamlitzi kastély

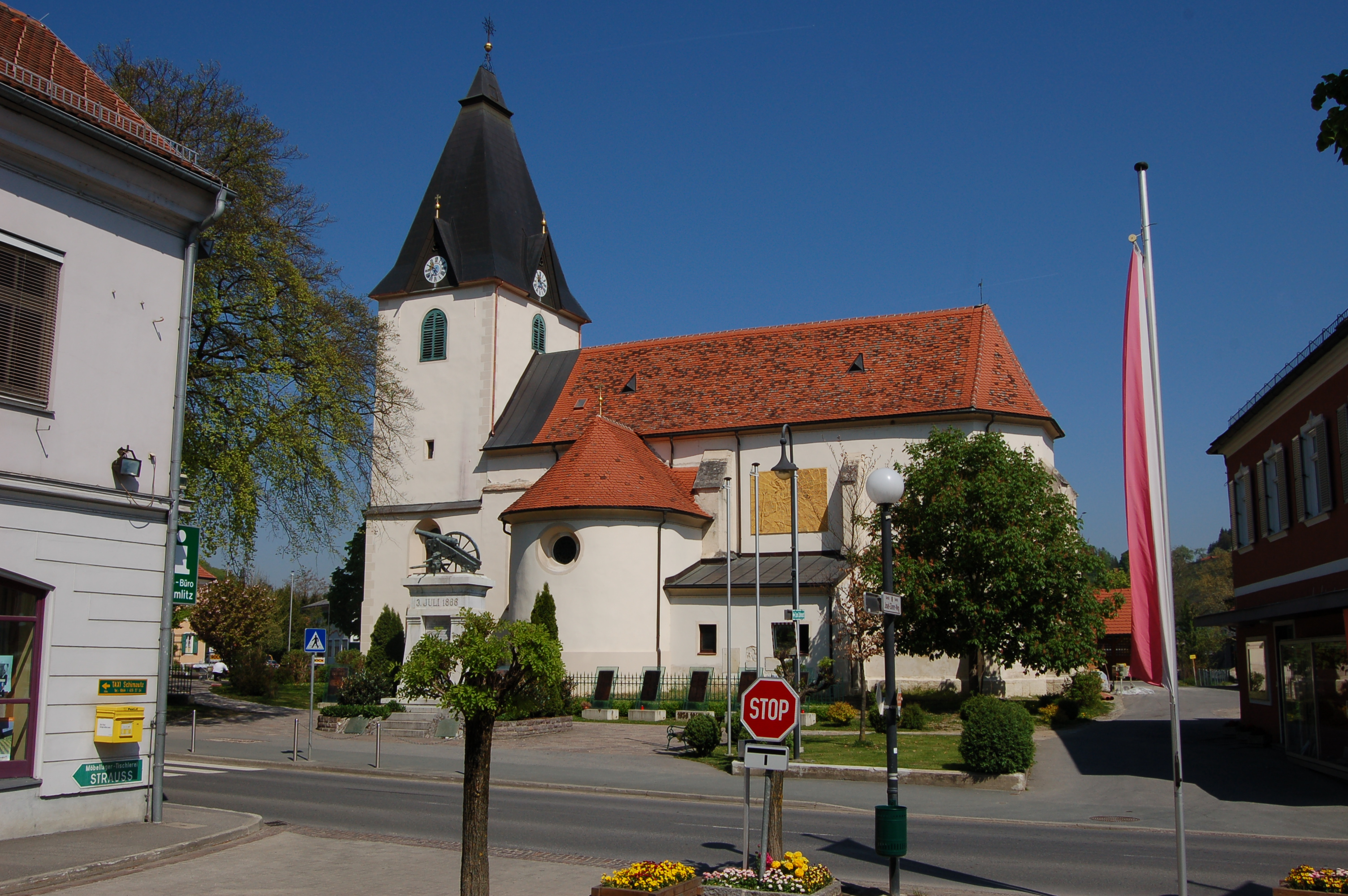
a Szt. Péter és Pál-templom és a königgrätzi csata emlékműve

Gamlitz a tartomány déli részén fekszik, a Nyugat-Stájerország régió dombvidékén, közvetlenül a szlovén határ mentén. Legjelentősebb folyóvize a Gamlitzbach. Gamlitz a délstájer borvidék része. Az önkormányzat 8 falut fog össze (9 katasztrális községben, mert Sulztal település Sulz és Sulztal katasztrális községekre oszlik): Eckberg (235 lakos), Gamlitz (1546), Grubtal (381), Kranach (310), Labitschberg (135), Sernau (234), Steinbach (271), Sulztal (123).
A környező települések: délnyugatra Leutschach an der Weinstraße, nyugatra Großklein, északnyugatra Heimschuh, északra Leibnitz, északkeletre Wagna, keletre Ehrenhausen an der Weinstraße, délnyugatra Kungota (Szlovénia).

## Története
Gamlitz területe a kőkorszak óta lakott. Az ókorban a kelták jelenlétéről halomsírjaik, a rómaiakéról pedig a templomban látható síremlékek tanúskodnak. 
Nevét szláv eredetű, a gomilnic kifejezésből származik (gom - domb), és vagy a környező dombságra vagy a kelta halomsírokra utal.
1479-ben és 1532-ben a törökök dúlták fel a települést, a 16. és 17. században pedig a pestis szedett sok áldozatot. 
2015-ben a stájerországi közigazgatási reform keretében az addig önálló Sulztal an der Weinstraße községet a mezővároshoz csatolták. 
Gamlitz egész Stájerország legnagyobb bortermelő községe, 400 hektárnyi szőlőjével a tartomány bortermésének 10%-át adja. 1990-ben itt tartották a szőlőkultúrára fókuszáló tartományi kiállítást.  

## Lakosság
A gamlitzi önkormányzat területén 2017 januárjában 3262 fő élt. A lakosság 1971 óta (akkor 3264 lakos) 3200 fő körül stabilizálódott. 2014-ben a helybeliek 96,9%-a volt osztrák állampolgár; a külföldiek közül 1,4% a régi (2004 előtti), 1,4% az új EU-tagállamokból érkezett. A munkanélküliség 2,5%-os volt. 94,2% római katolikusnak, 1,5% evangélikusnak, 0,3% muszlimnak, 3,2% pedig felekezet nélkülinek vallotta magát. 

## Látnivalók

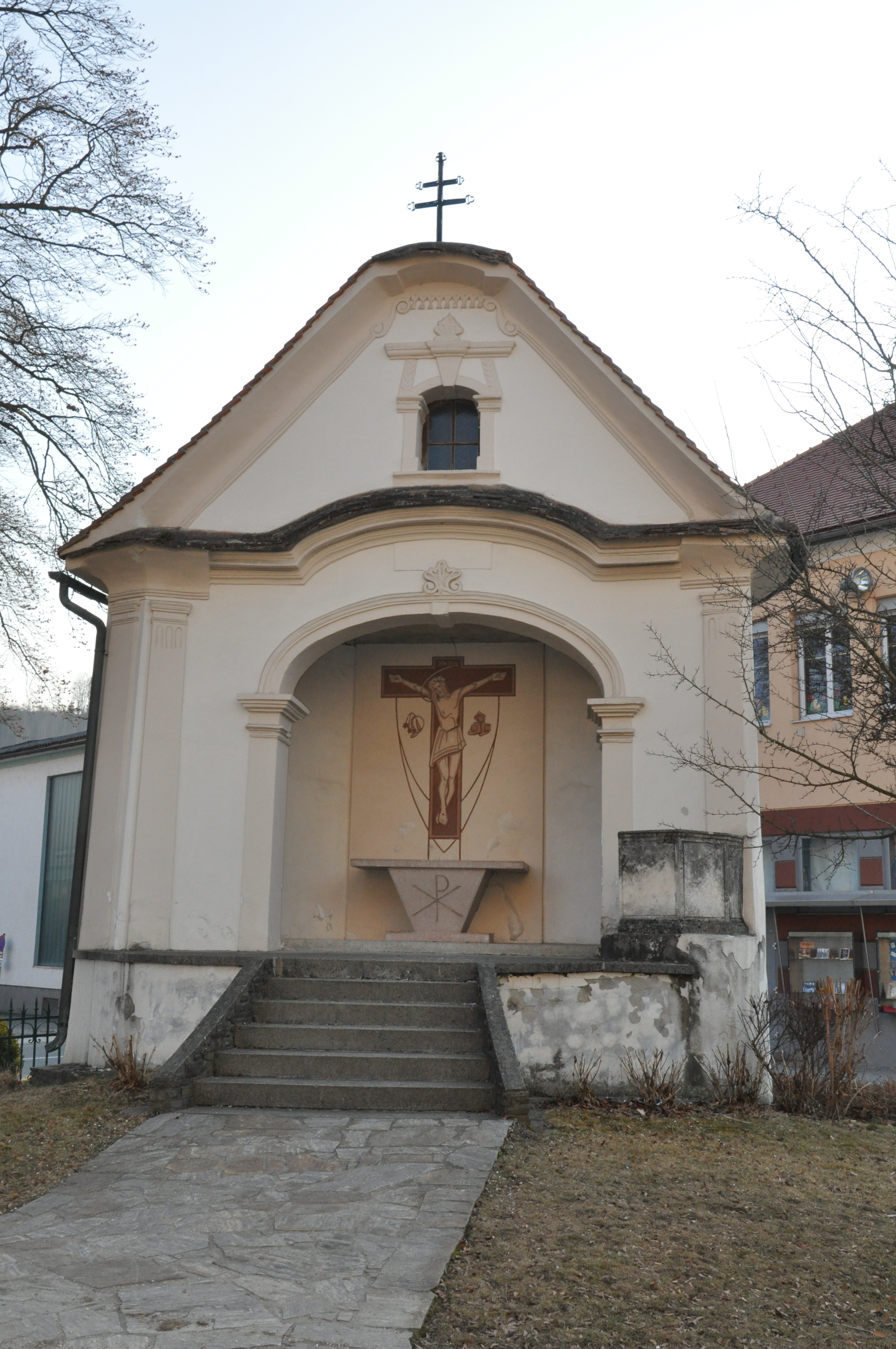
A Keresztkápolna

- a gamlitzi Szt. Péter és Pál-plébániatemplom elődje 1170-ben már létezett. A gótikus épületet a 18. században barokk, a 19. században pedig neogótikus stílusban felújították. Neogótikus főoltára a 19. század végén került a helyére.
- az 1830-ban épült paplak
- a gamlitzi kastély vagy Obergamlitz eredetileg 1111-1131 között épült és a Sponheim grófok a Sankt Paul im Lavanttal-i apátságnak adományozták. A 15. században a Seidl (vagy Sadl) családé, majd a későbbi évszázadokban a Herzenskraft, Klingendrath, Melcher családoké volt. a 19. században lovassági kaszárnyaként szolgált. Mai formáját a 17-18. században nyerte el. Ma szálloda működik benne.
- a königgrätzi csata emlékműve.
- a Keresztkápolna (Kreuzkapelle) a 18. században épült, megtalálhatók benne a templom 16. századi csontkamrájának részei.

## Fordítás
- Ez a szócikk részben vagy egészben  a   Gamlitz című német Wikipédia-szócikk ezen változatának fordításán alapul.  Az eredeti cikk szerkesztőit annak laptörténete sorolja fel. Ez a jelzés csupán a megfogalmazás eredetét és a szerzői jogokat jelzi, nem szolgál a cikkben szereplő információk forrásmegjelöléseként.